# Chiesa di Santa Maria in Araceli
La chiesa di Santa Maria in Araceli è una chiesa in stile barocco di origine monastica, attribuita all'architetto modenese Guarino Guarini, costruita nella seconda metà del XVII secolo e situata nell'omonimo quartiere di Vicenza, in cui si trovano anche la chiesa parrocchiale di Araceli in Cristo Re e la chiesa di Santa Lucia.

## Storia

### Prima chiesa e monastero
Risalgono al 1214 le prime notizie di una chiesetta intitolata a "Santa Maria" vicino alla quale, nel 1244, un gruppo di religiose provenienti dalla comunità di Sancta Maria Mater Domini di Longare - cui il vescovo Manfredo dei Pii aveva imposto la regola di San Damiano - acquistarono un terreno ed eressero un modesto monastero.
Questo monastero si chiamava Sancta Maria ad Cellam, che poi venne modificato in "Alla cella", "Aracella" e, infine Araceli, l'attuale nome della parrocchia e quartiere vicentino.
Nel 1277 il monastero passò alle monache clarisse di San Francesco, dette "celestine" e agli inizi del Trecento era molto florido e ben amministrato, arricchito dai vescovi del tempo con decime e mulini; una parte dei beni proveniva anche dalle confische effettuate dal locale tribunale dell'Inquisizione, altri erano entrati per testamento dai nobili da Marano e da Lanzè; questa ricchezza comportò anche, nel XIV secolo, il coinvolgimento del monastero in interminabili cause giudiziarie per la difesa del patrimonio. Comunque fu sempre un luogo ambito dalle famiglie nobili della città, come i Loschi e i da Breganze, che vi collocavano le figlie o che disponevano per testamento di esservi sepolti.
Nel Quattrocento il monastero versava in uno stato di grave decadenza, dovuta sia a motivi economici sia all'isolamento in cui si venne a trovare dopo la costruzione delle mura scaligere; a questa decadenza corrispondeva un decadimento della vita religiosa, gli stessi problemi presenti nel convento dei francescani di San Lorenzo, da cui dipendeva. Il Comune sollecitò un intervento dell'allora vescovo Pietro Barbo per introdurre, in entrambi, la regola dell'osservanza. I periodi di flessione e di ripresa si alternarono, fino alla metà del Cinquecento, con vari interventi del Comune che, anche con mezzi coercitivi, tentava di reprimere gli scandali.

### Chiesa barocca
L'antica chiesa di Santa Maria de Cella, più volte ristrutturata nel corso del tempo (nel 1587, in occasione dello smantellamento di parte delle vicine mura scaligere, le monache avevano comperato uno dei torresini da utilizzare come materiale da costruzione per ingrandire la chiesa), fu demolita nel 1675 e ricostruita in forme barocche dall'architetto Guarino Guarini, quando questi soggiornò tra il 1672 e il 1680 a Vicenza presso i confratelli Teatini. La paternità dell'opera venne attribuita a Guarini solo nel 1965, dopo il ritrovamento da parte dell'architetto Paolo Portoghesi di tre disegni nella Biblioteca Vaticana con pianta, prospetto e sezione della chiesa firmati dall'autore. La realizzazione invece sarebbe da attribuire a Carlo Borella, ritenuto fino a tale data il progettista dell'opera.
I lavori si conclusero nel 1680, come attesta l'iscrizione con la data di ultimazione della fabbrica e con il nome del capomastro Borella, posta sul cornicione interno alla base della cupola, ma la consacrazione della chiesa avvenne solo 60 anni dopo l'inizio della costruzione, il 17 novembre 1743, per mano del vescovo di Vicenza Antonio Maria Priuli.

### Sede parrocchiale in età contemporanea
Nel 1797 le monache furono cacciate dall'esercito francese, che utilizzò gli ambienti per alloggiarvi le truppe; vi ritornarono nel 1799, ma ne vennero definitivamente allontanate nel 1810, in forza della legge napoleonica di soppressione degli ordini religiosi. Dal 1813 la chiesa diventò sede della parrocchia dei Santi Vito e Lucia, denominata di Araceli; il monastero invece, semidistrutto dalle truppe francesi, venne acquistato dal conte Antonio Capra, che risiedeva in Borgo San Marco e che lo fece demolire, utilizzandone l'area per creare un grande giardino per la sua villa, oggi conosciuto come Parco Querini.
Nel novembre del 1905, ad Araceli si tennero i funerali del drammaturgo marosticense Giovanni Martini (1876-1905), amico di Sebastiano Rumor e conoscente di Antonio Fogazzaro, la cerimonia riunì le diverse anime politiche della Vicenza di quel tempo, ma fece emergere anche l'insanabile contrasto tra i cattolici intransigenti e i cristianodemocratici.
Nel 1968 in Borgo Scroffa fu costruita una nuova chiesa dedicata a Cristo Re e vi venne trasferita la sede parrocchiale. Iniziò così un graduale abbandono della chiesa barocca che tornò funzionale solo dopo il restauro degli anni novanta. La vicinanza al fiume Bacchiglione espone la chiesa al rischio di allagamenti, che in effetti avvennero più volte nel corso del tempo, in particolare nel 1882, nel 1966 e più recentemente nel 2010.
Dal 23 ottobre 2005, grazie ad un accordo tra la Chiesa rumena unita con Roma e la curia vescovile di Vicenza, la chiesa di Araceli ospita la comunità rumena di rito orientale. Il 7 luglio 2008 la curia diocesana vicentina ha dato forma legale alla comunità rumena costituendo il Centro pastorale per gli immigrati rumeni cattolici di rito bizantino, con lo scopo che i fedeli non perdano la loro identità cristiana orientale e possano nutrirsi alla fonte pura della liturgia e della preghiera bizantina.
Dal 2020 la chiesa è chiusa per lavori di restauro.

## Descrizione

### Esterno
Secondo la concezione barocca, la facciata appare come un grande scenario teatrale; i due piani sovrapposti in cui è suddivisa si srotolano e ricadono come un drappeggio partendo dal fregio sulla sommità, un anello raggiante con l'immagine della Madonna e due figure di profeti (Davide e Mosè, molto probabilmente di Orazio Marinali). Un forte effetto chiaroscurale viene creato dalle colonne corinzie, dalle lesene e dalle cornici. Al di sopra di questo scenario si eleva la cupola, alleggerita da otto grandi finestre ovali, coronata da una balaustra e culminante in un lanternino.
La facciata è arricchita da ben 15 statue che accrescono l'impressione di movimento; la maggior parte di esse è attribuita ai fratelli Orazio e Angelo Marinali; altre realizzate qualche decennio più tardi, sono attribuite a Giacomo Cassetti.
Fino al 1915 al grande portale, con battenti originali del Settecento, si accedeva da una scalinata di sette gradini, che dava slancio a tutta la fabbrica. In quell'anno fu tolta, essendo stata innalzata la piazzetta antistante per ridurre i rischi di allagamento causato dalle frequenti piene del vicino fiume Bacchiglione.

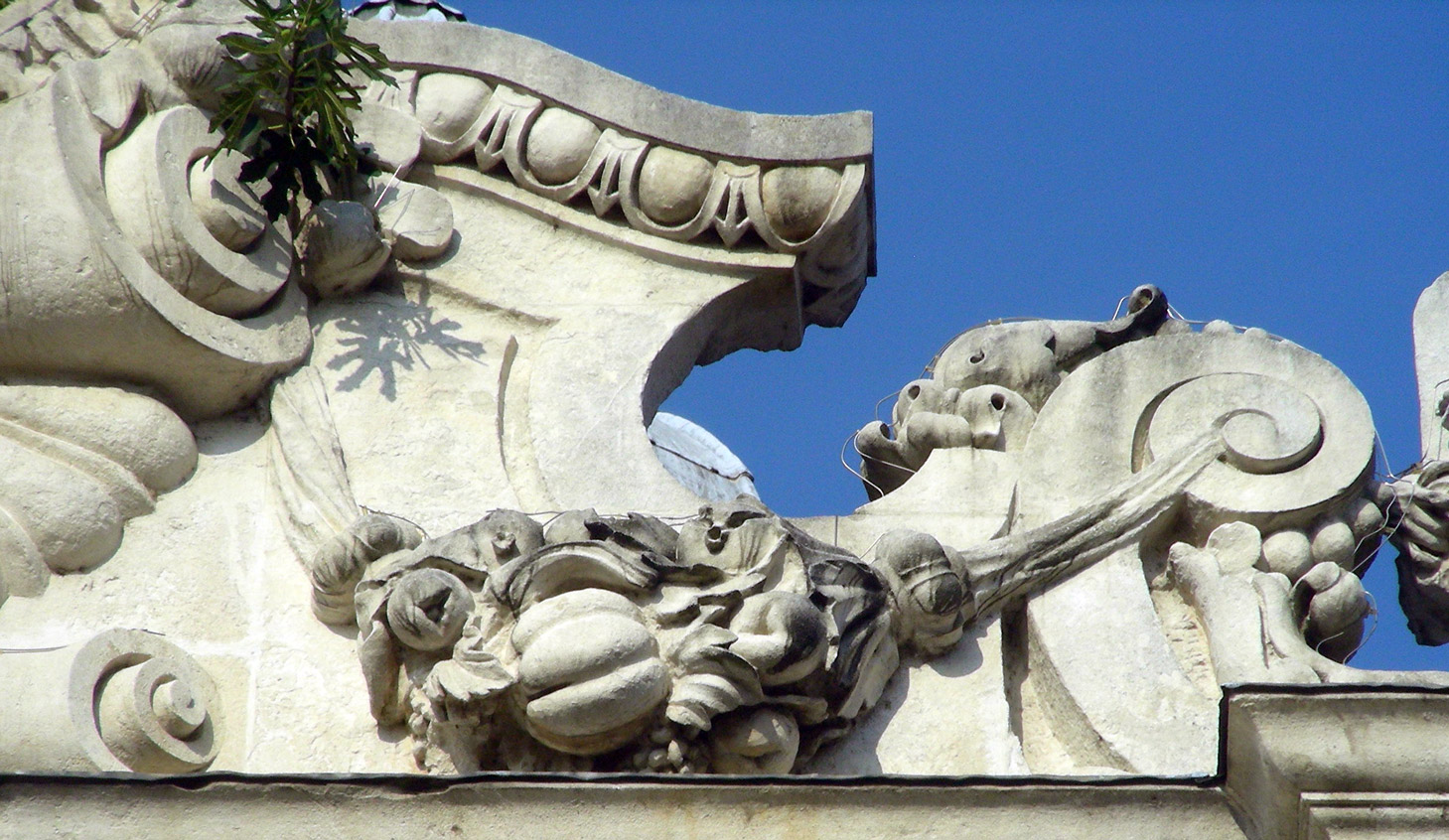
Dettaglio della facciata: fastigio
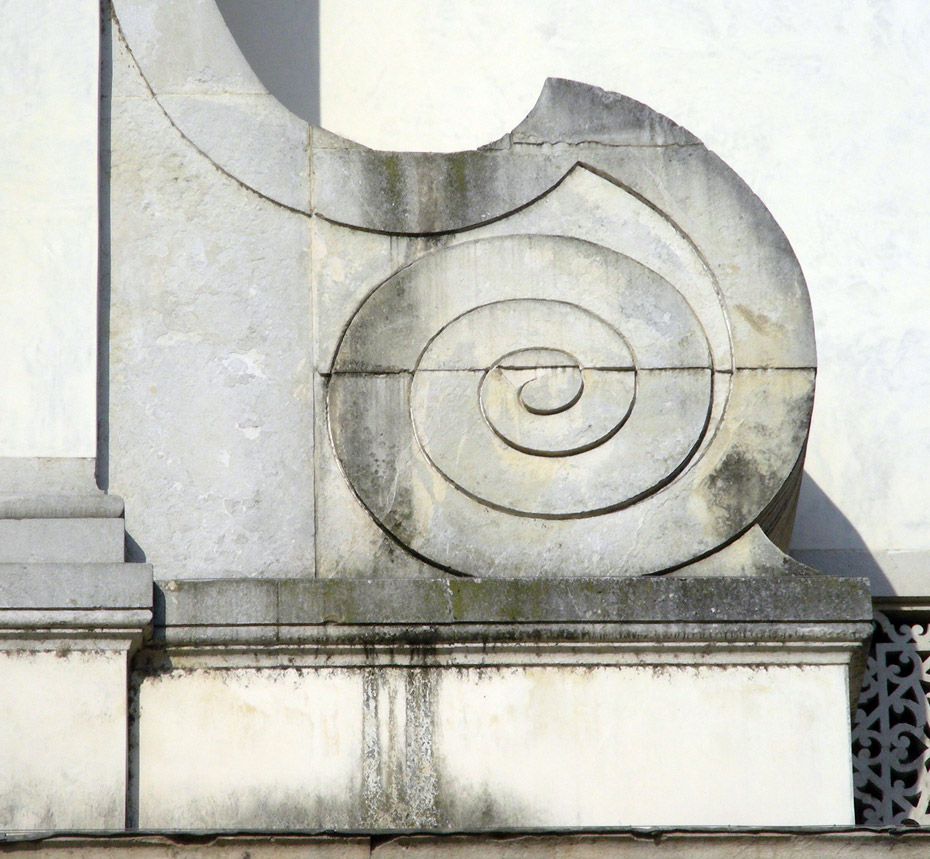
Dettaglio della facciata: voluta a spirale
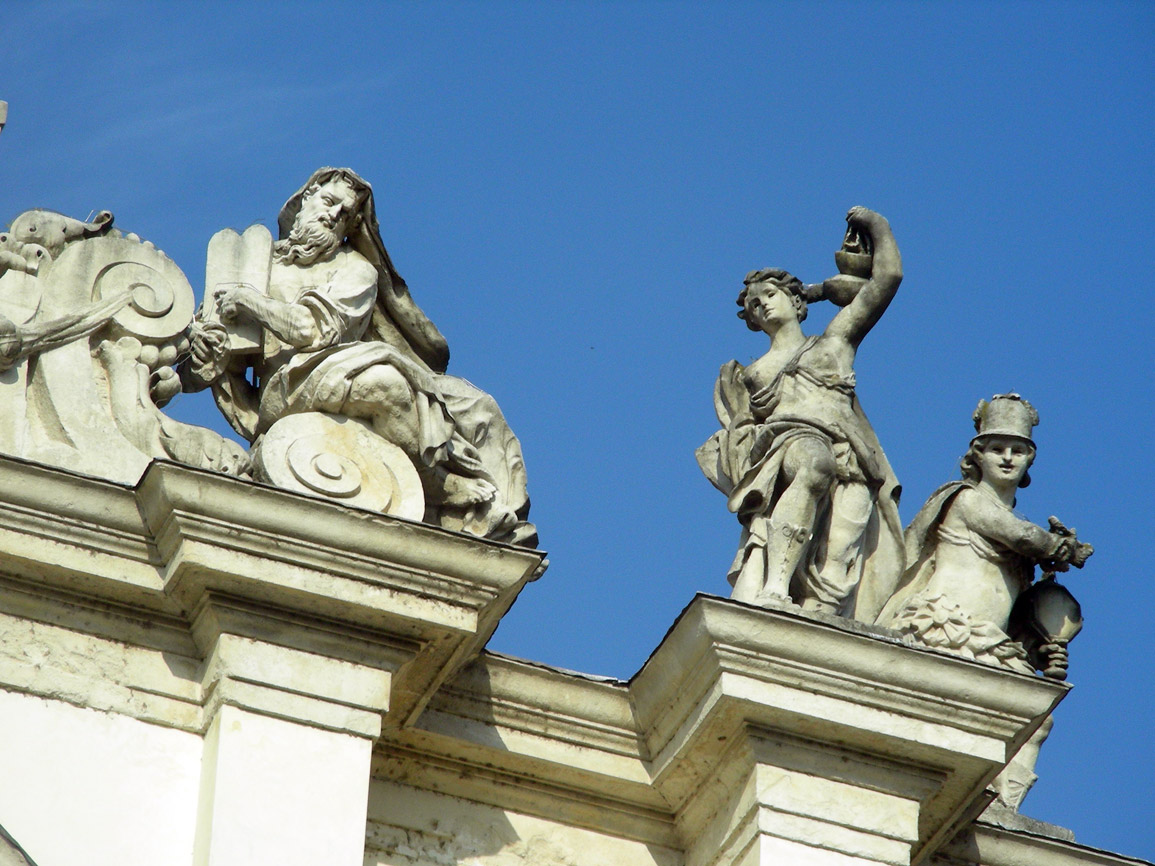
Dettaglio della facciata: statue

### Interno

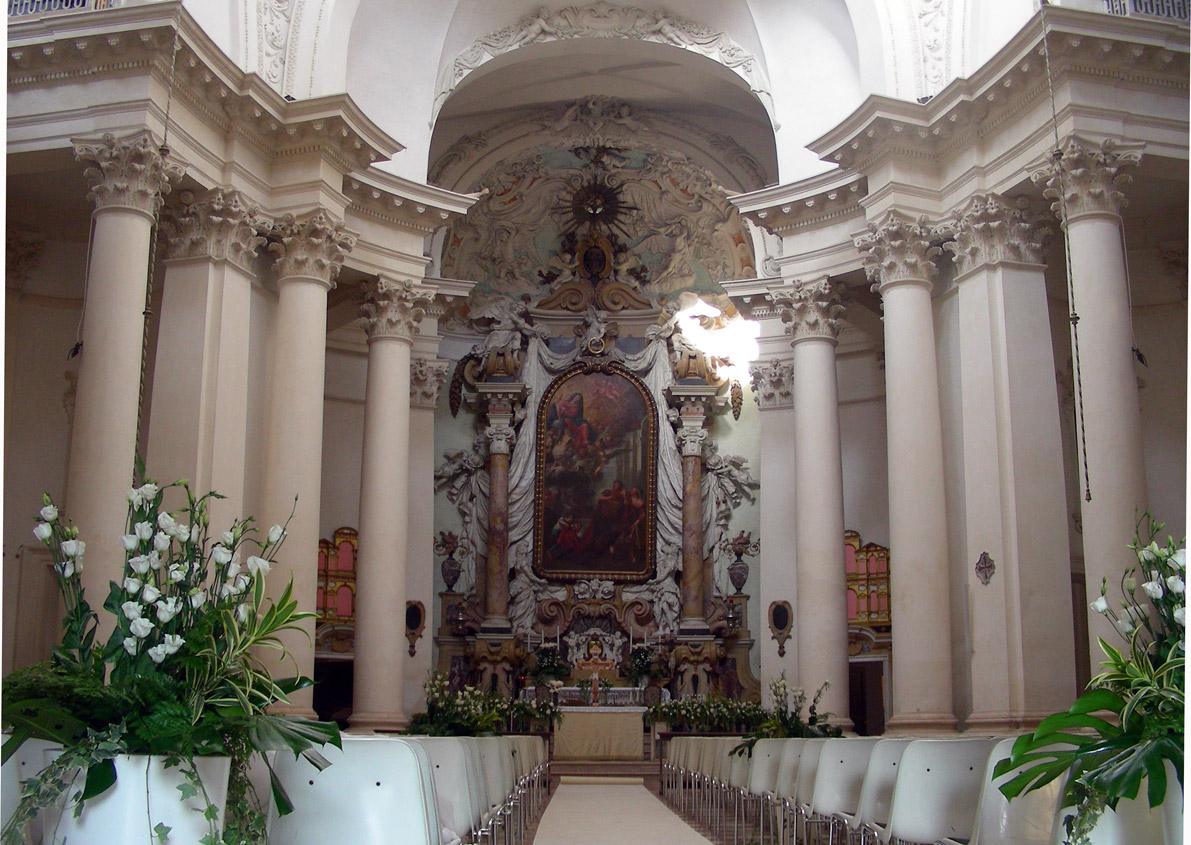
L'interno della chiesa con l'altare maggiore sullo sfondo

L'originalità di questa chiesa, che la rende unica nel suo genere, è data dalla struttura interna che incastona una nell'altra diverse figure geometriche: sulla pianta interna rettangolare infatti è inscritta un'ellisse da cui bordi si innalzano poderosi pilastri; da questi si staccano fusti di colonne che, a loro volta, sostengono ampi archi dai quali si genera la luminosissima cupola circolare a spicchi. Il percorso all'interno della chiesa diventa una continua scoperta di scorci imprevisti.
L'elemento artistico più rilevante è l'altare maggiore in ricco stile barocco, opera marmorea del veneziano Tommaso Bezzi e risalente al 1696. Al suo interno si trova la pala attribuita al padovano Pietro Liberi, e rappresentante la Sibilla Tiburtina che indica all'imperatore Ottaviano Augusto la Vergine con il Bambino, apparsi per prodigio come destinatari dell'offerta fatta sull'altare pagano. La cornice del quadro è sorretta da tre angeli e circondata da un tendaggio marmoreo, aperto da altri quattro angeli con effetto teatrale. Il tutto è sovrastato da un cartiglio con la scritta "Aracoeli" (in latino: altare del cielo).
Ai lati dell'altare maggiore ci sono dei reliquiari artistici contenenti le ossa delle monache, un tempo esposte come "memento mori" e ora coperte.
I due altari laterali (uno per ogni lato) sono identici fra di loro. Quello di destra accoglie la riproduzione dell'ancona raffigurante L'Immacolata Concezione, opera di Giambattista Tiepolo, ora conservata alla pinacoteca civica di Vicenza. Sul lato di sinistra si trova l'altare dedicato a San Francesco d'Assisi con la riproduzione della pala di San Francesco in estasi di Giambattista Piazzetta, anch'essa conservata alla pinacoteca civica.
Dietro l'altare maggiore, nell'abside, vi è il coro circolare delle monache, con alcune sculture.
L'organo della chiesa, collocato nel matroneo, non è funzionante, perché necessita di restauro.

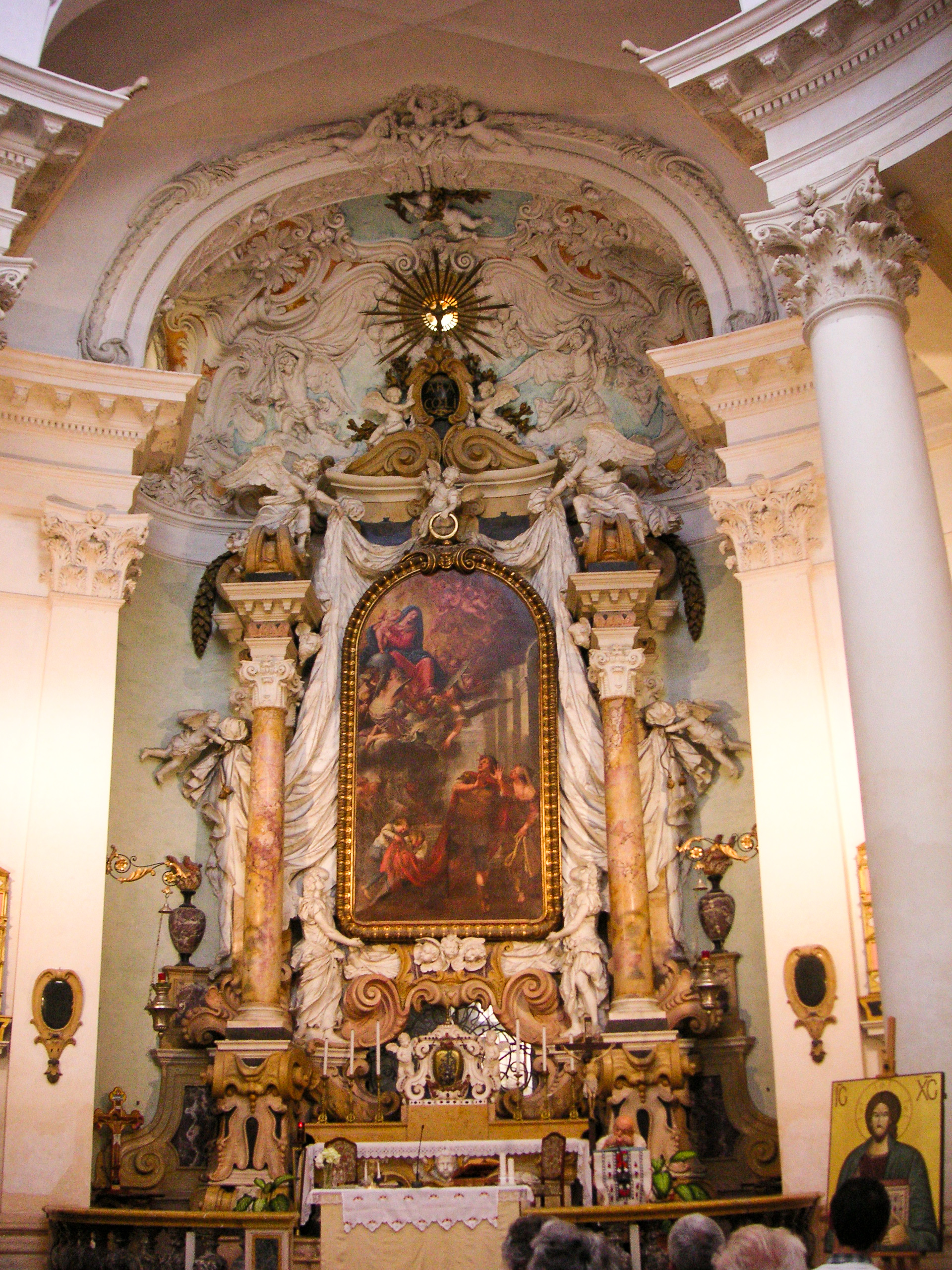
Altare maggiore
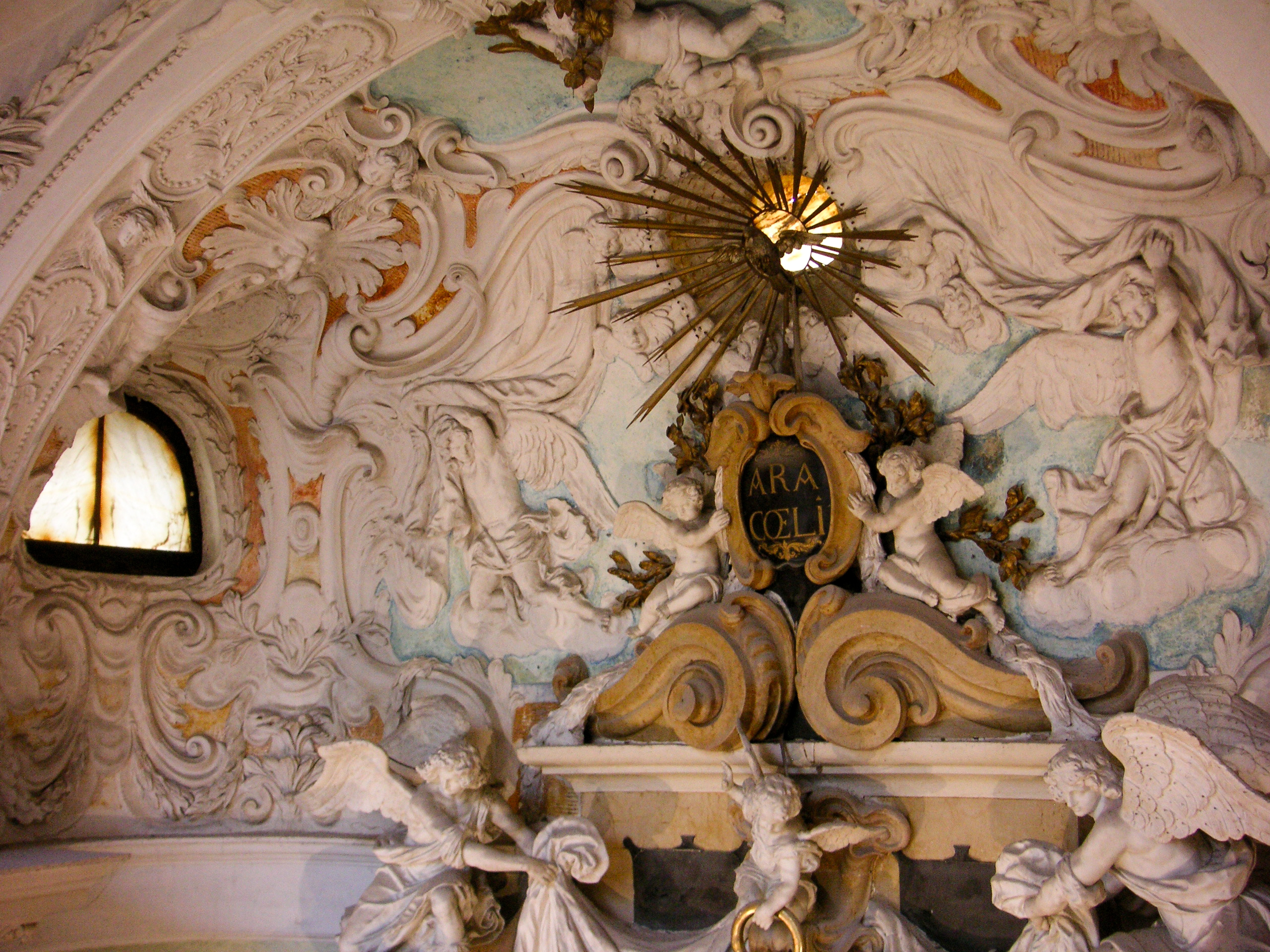
Fregio dell'altare maggiore
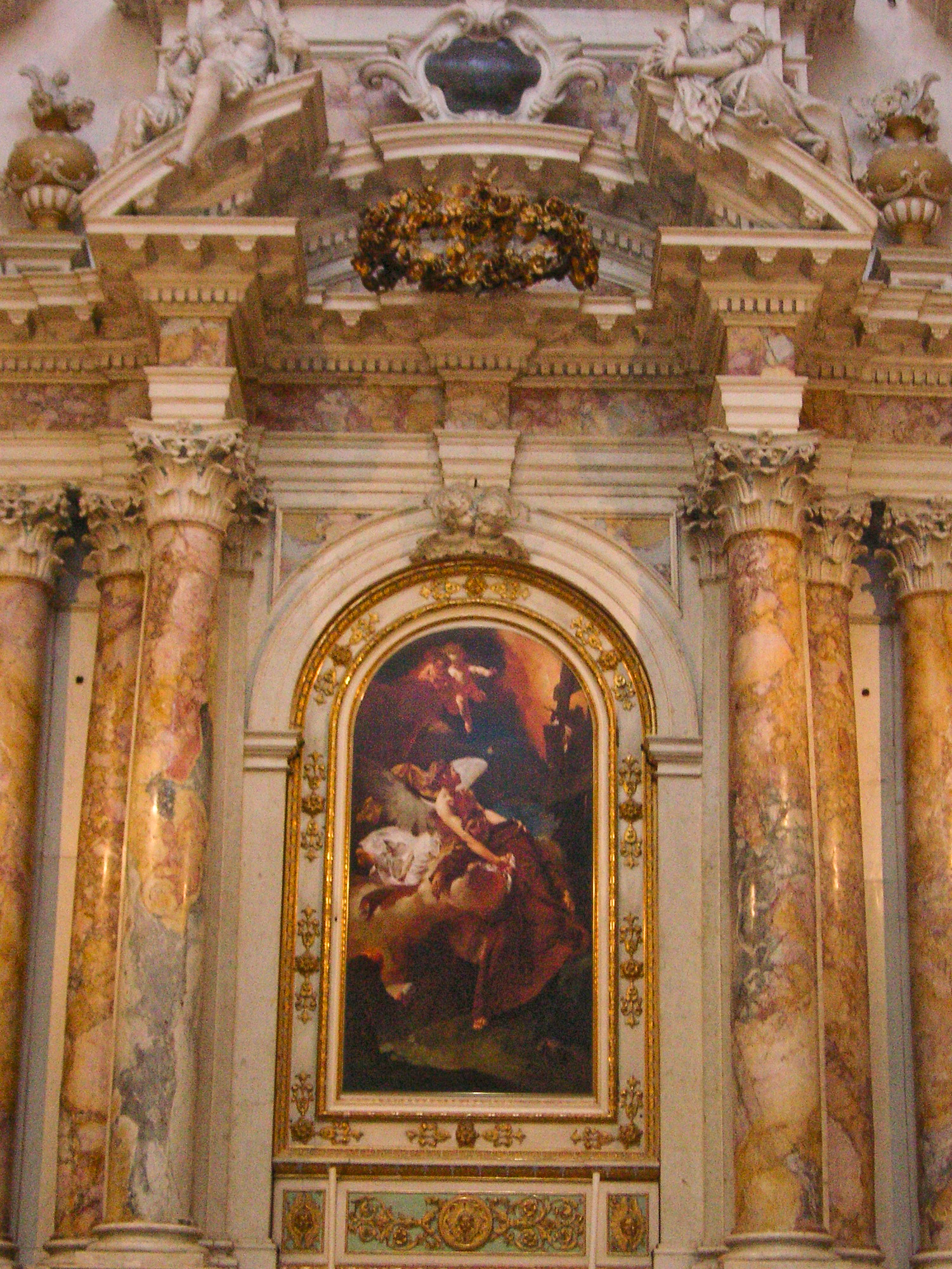
Altare con pala di San Francesco in estasi (riproduzione)
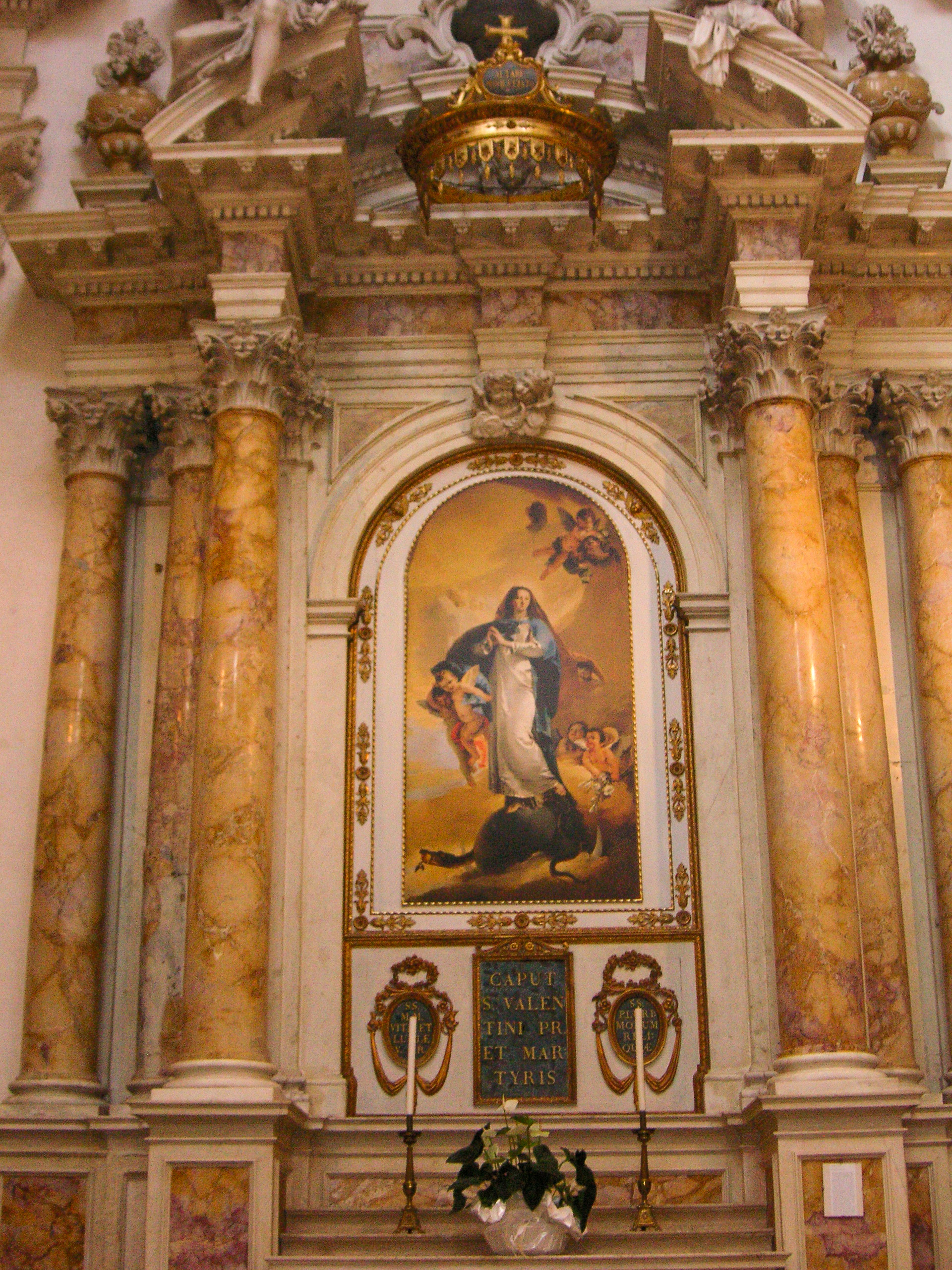
Altare con pala dell'Immacolata (riproduzione)
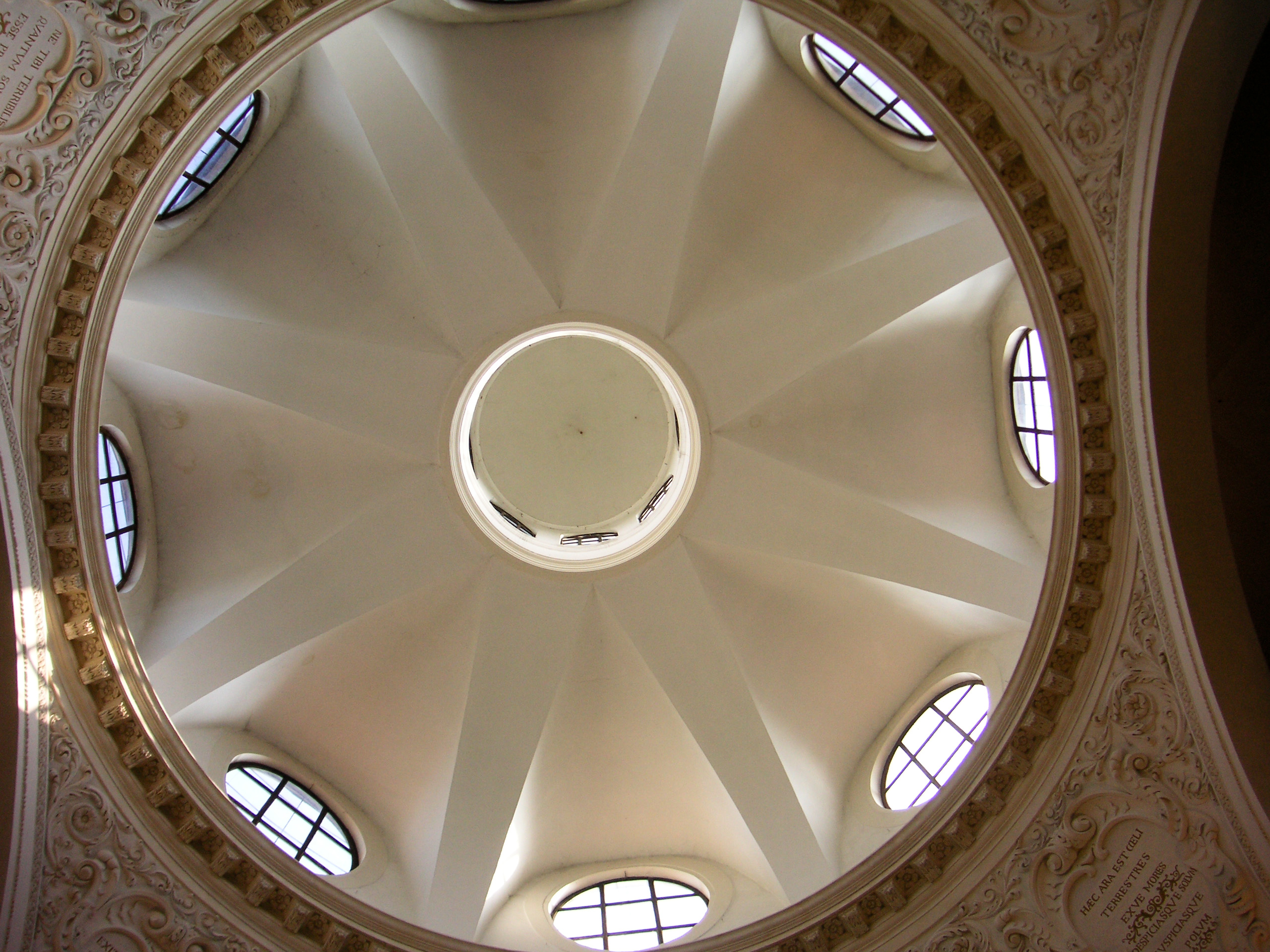
Interno della cupola
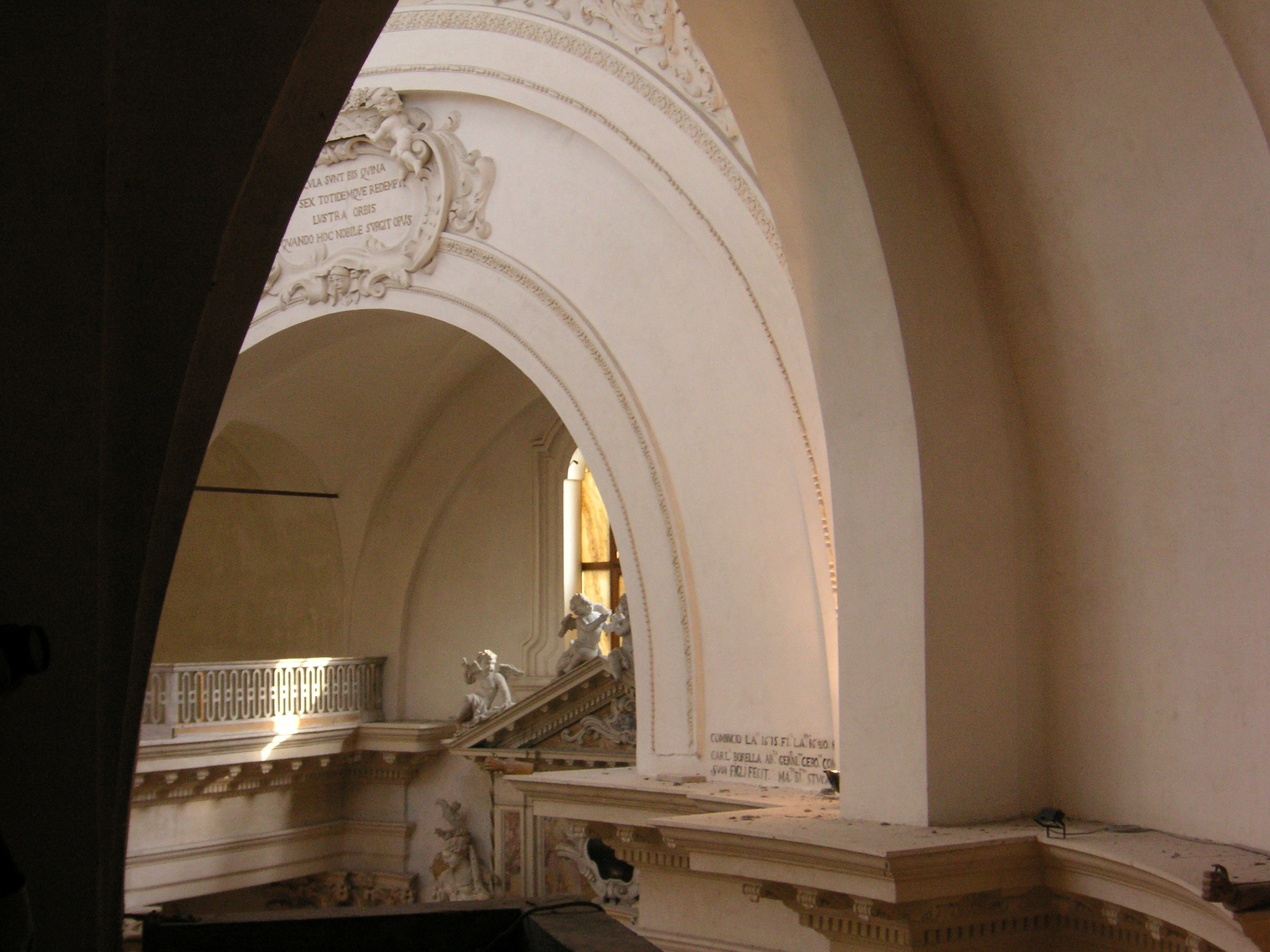
Scorcio dalla loggia delle monache